# 微米 (軟體)
微米（英語：WeMeet）是一款由杭州酷躍科技有限公司研發的類似於WeChat的社交IM應用，主打群組聊天與“閱後即焚”功能。

## 特色功能
- 动态：群组专屬的動態分享平台。
- 发现：发现身边公开的群组，认识更多的人。
- 群聊：群组公共频道，可建立私聊和小组频道，支持文字、語音、地理位置等訊息。
- 联系人：可以添加手机通讯录及新浪微博的網友。
- 密语：群组发密语相片限时一天内可看，3秒“阅后即焚”[5]。“閱後即焚”功能模仿自Snapchat應用。

## 外部連結
- “微米”官網 （页面存档备份，存于）
- “微米”的新浪微博 （页面存档备份，存于）